# Gösslunda

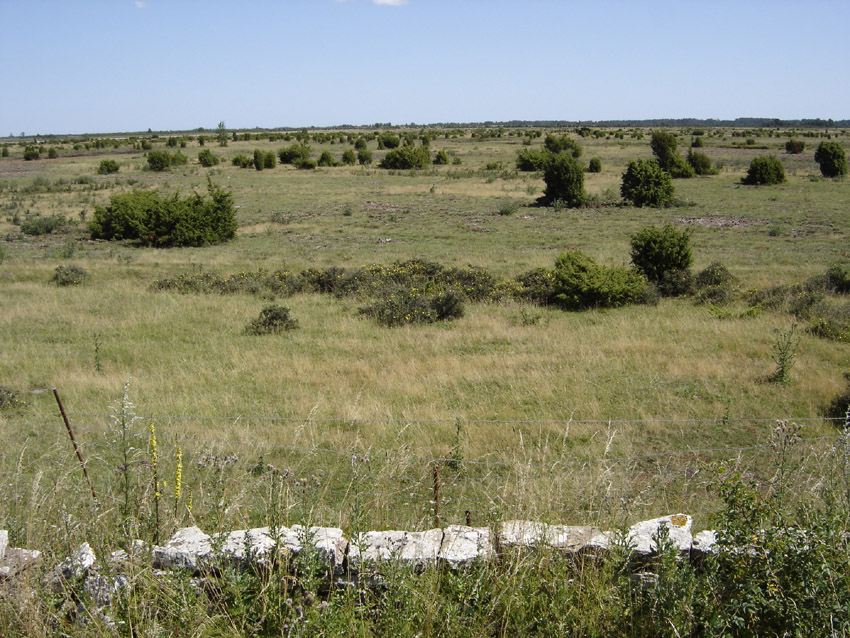
Inmitten der Stora Alvaret

Gösslunda ist ein zur Gemeinde Mörbylånga gehörendes Dorf auf der schwedischen Ostseeinsel Öland.
Das weniger als 50 Einwohner (Stand 2005) zählende Dorf liegt inmitten des Stora Alvaret im südlichen Teil der Insel. Gösslunda ist nur über eine Stichstraße von der nördlich des Dorfes das Alvar zwischen Bårby und Alby durchquerenden Straße zu erreichen.
Gösslunda ist eines der ältesten Dörfer Ölands. Es wird vermutet, dass Gösslunda seit 2000 Jahren ununterbrochen bewohnt ist.
Südlich des Dorfes liegt die aus der Bronzezeit stammende Röse (Steinhügel) Gösslunda röjr. Westlich des Dorfs befindet sich das Gösslunda naturreservat.